# Boscov's
Boscov's Inc. er en amerikansk familieejet stormagasinkæde med 50 butikker i 9 delstater på USA's østkyst. 26 butikker er lokaliseret i Pennsylvania, hvor de også har deres hovedkvarter.
Solomon "Sol" Boscov åbnede sin første Boscov's butik i 1914 i byen Reading.